# Luis Albeiro Maldonado Monsalve

Bischofswappen von Luis Albeiro Maldonado Monsalve

Luis Albeiro Maldonado Monsalve (* 20. Januar 1958 in Fredonia) ist ein kolumbianischer Geistlicher und ernannter römisch-katholischer Bischof von Santa Rosa de Osos.

## Leben
Luis Albeiro Maldonado Monsalve trat in das Priesterseminar in Medellín ein und studierte an der Päpstlichen Universität Bolivariana. Am 5. Juli 1986 empfing er durch Papst Johannes Paul II. die Priesterweihe für das Erzbistum Medellín. Nach weiteren Studien erwarb er an der Päpstlichen Universität Gregoriana das Lizenziat in Spiritueller Theologie.
Im Erzbistum Medellín war er neben Aufgaben in der Pfarrseelsorge in der Aus- und Weiterbildung der Priester tätig. Am Priesterseminar war er Spiritual und lehrte als Professor an der Päpstlichen Universität Bolivariana, wo er auch als Hochschulseelsorger aktiv war. Seit 2011 war er Pfarrer in Bello und Bischofsvikar für die Nordregion des Erzbistums.
Papst Franziskus ernannte ihn am 15. Oktober 2015 zum Bischof von Mocoa-Sibundoy. Die Bischofsweihe spendete ihm der Erzbischof von Medellín, Ricardo Tobón, am 3. Dezember desselben Jahres. Mitkonsekratoren waren der Apostolische Nuntius in Kolumbien, Erzbischof Ettore Balestrero, und der Erzbischof von Popayán, Iván Antonio Marín López. Die Amtseinführung im Bistum Mocoa-Sibundoy fand am 15. Dezember desselben Jahres statt.
Am 10. April 2025 ernannte ihn Papst Franziskus zum Bischof von Santa Rosa de Osos.